# Municipio de Sugar Creek (condado de Boone)
El municipio de Sugar Creek (en inglés: Sugar Creek Township) es un municipio ubicado en el condado de Boone en el estado estadounidense de Indiana. En el año 2010 tenía una población de 2243 habitantes y una densidad poblacional de 25,78 personas por km².

## Geografía
El municipio de Sugar Creek se encuentra ubicado en las coordenadas 40°8′9″N 86°38′19″O / 40.13583, -86.63861. Según la Oficina del Censo de los Estados Unidos, el municipio tiene una superficie total de 87.01 km², de la cual 86,94 km² corresponden a tierra firme y (0,07 %) 0,06 km² es agua.

## Demografía
Según el censo de 2010, había 2243 personas residiendo en el municipio de Sugar Creek. La densidad de población era de 25,78 hab./km². De los 2243 habitantes, el municipio de Sugar Creek estaba compuesto por el 99,06 % blancos, el 0,09 % eran afroamericanos, el 0,13 % eran amerindios, el 0,04 % eran asiáticos, el 0,09 % eran de otras razas y el 0,58 % eran de una mezcla de razas. Del total de la población el 0,67 % eran hispanos o latinos de cualquier raza.